# 基斯卡尼鄉
45°11′N 27°56′E / 45.183°N 27.933°E
基斯卡尼鄉（羅馬尼亞語：Comuna Chiscani, Brăila），是羅馬尼亞的鄉份，位於該國東南部，由布勒伊拉縣負責管轄，面積299平方公里，海拔高度10米，2007年人口5,612，人口密度每平方公里19人。